# Sasang-gu
Sasang-gu (koreanisch 사상구) ist einer der 16 Stadtteile von Busan und hat 223.026 Einwohner (Stand: 2019). Es handelt sich dabei um einen der westlichen Bezirke der Stadt. Wörtlich übersetzt bedeutet der Name Oberer Sandbezirk. Der Bezirk grenzt im Uhrzeigersinn an die Stadtteile Gangseo-gu, Buk-gu, Busanjin-gu, Seo-gu und Saha-gu.

## Bezirke

Verwaltungseinheiten des Sasang-gu

Sasang-gu besteht aus acht dong (Teilbezirke), wobei die Hälfte davon in zwei oder drei weitere dong unterteilt ist. Somit verfügt der Bezirk insgesamt über 14 dong.
- Mora-dong (3 administrative dong)
- Deokpo-dong (2 administrative dong)
- Jurye-dong (3 administrative dong)
- Samnak-dong
- Gwaebeop-dong
- Hakjang-dong
- Eomgung-dong
- Gamjeon-dong (2 administrative dong)

## Verwaltung
Als Bezirksbürgermeister amtiert Kim Dae-geun (김대근). Er gehört der Deobureo-minju-Partei an.